# مدال طلا

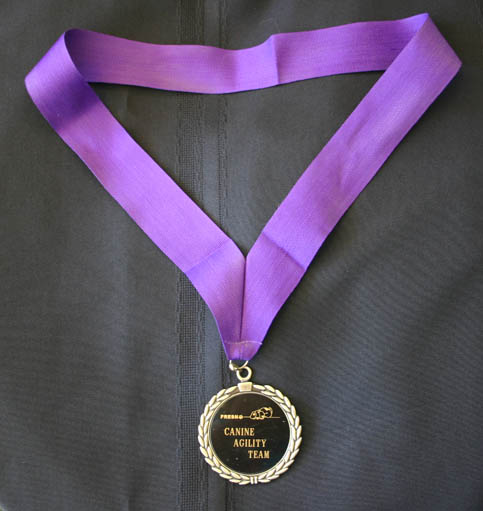

مدال طلا یا نشان طلا نشانی است که معمولاً به بالاترین دستاورد ممکن در زمینهٔ فعالیت‌های غیرنظامی داده می‌شود. نام آن برگرفته از فلز طلا است که در ساخت نشان استفاده می‌شود. این مقدار طلا یا به صورت آلیاژ مخلوط با فلز اصلی یا به‌صورت یک روکش بر بدنهٔ اصلی مدال، استفاده می‌شود.

## ریشه
مفهوم مدال (نشان) در اصل مفهومی نظامی بود که درجه نظامی فرد را در ارتش به نمایش عموم می‌گذاشت. بعدها در سده ۱۸ (میلادی)، مدال به هنرمندان و منتخبین علمی و هنری نیز داده شد. امروزه بسیاری سازمان‌های ورزشی، علمی، هنری مانند سازمان آموزشی، علمی و فرهنگی ملل متحد (یونسکو) مدال‌ها و نشان‌هایی را در بازه‌های زمانیِ ثابت یا گاه‌به‌گاه به افراد و سازمان‌ها می‌دهند.

## المپیک
مدال‌های طلای بازی‌های المپیک امروزی از طلای خالص نیستند. ارزش طلا و نقره موجود در مدال‌های طلای امروزی برابر ۵۸۷ دلار آمریکا است. ۹۹٪ (۴۹۴ گرم) مدال‌های ۵۰۰ گرمی از نقره و ۱٪ (۶ گرم) آب‌طلایی است که در آنها به کار می‌رود. آخرین باری که در تاریخ بازی‌های المپیک، مدال‌های طلا از طلای خالص ساخته شدند در بازی‌های المپیک تابستانی ۱۹۱۲ استکهلم بود. ارزش مدال‌های آن زمان به قیمت امروز نزدیک ۲۲۰۰۰ دلار است.

## مدال‌های خالص
مدال طلای کنگره و مدال جایزه نوبل از طلای خالص هستند. تا پیش از سال ۱۹۸۰ (میلادی) مدال جایزه نوبل از ۲۳ قیراط طلا ساخته می‌شد. پس از آن، مدال‌های جایزه نوبل از ۱۸ قیراط الکتروم با ۲۴ قیراط طلا ساخته می‌شوند.